# Clemson Tigers
I Clemson Tigers sono le squadre sportive della Clemson University e la rappresentano in vari sport. La loro sede si trova a Clemson, in Carolina del Sud.
L'istituto, che organizza vari programmi sportivi, è membro della NCAA (Division I) e gareggia contro le altre università nella ACC.

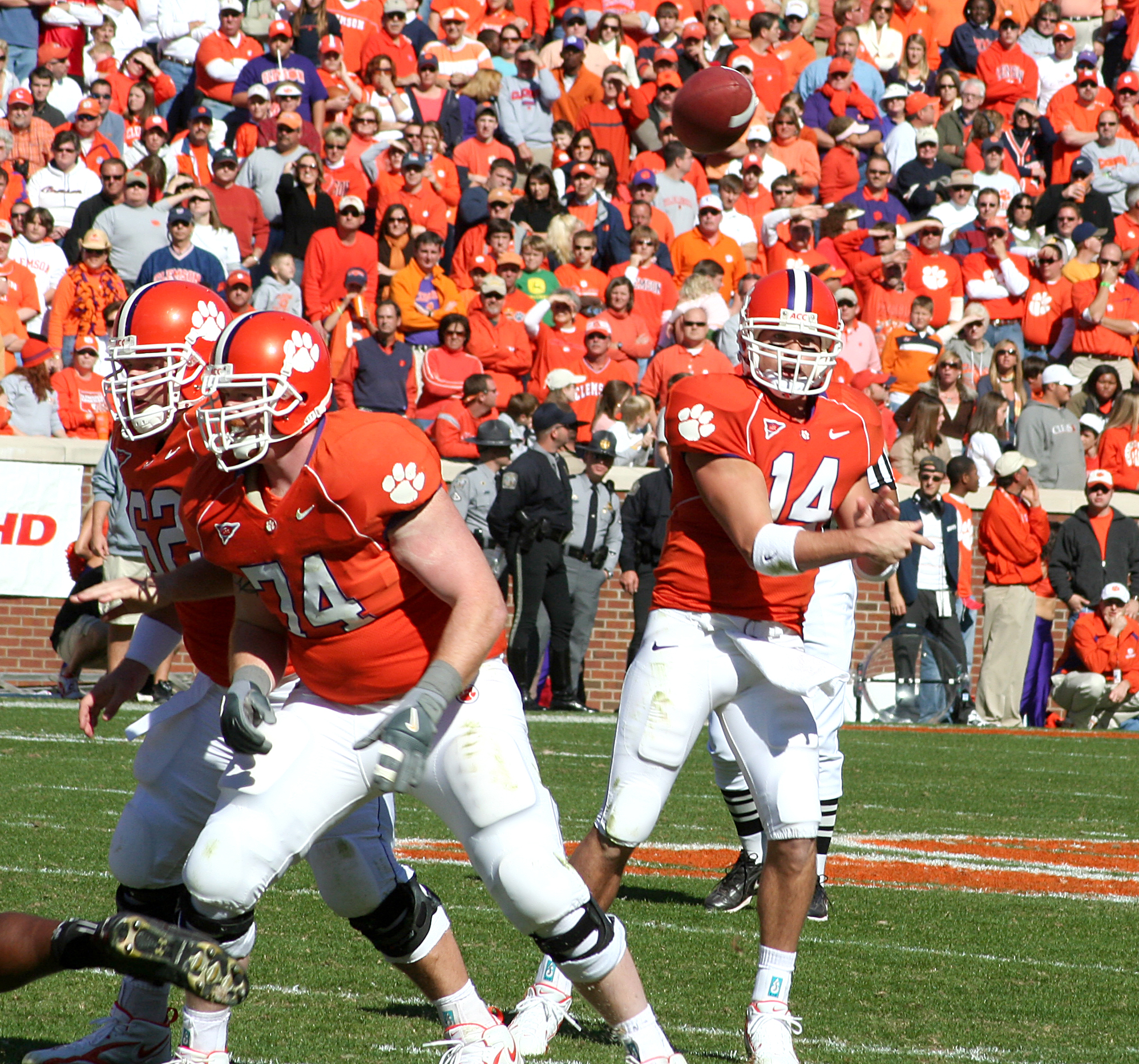
Tre atleti della Clemson praticano football americano.

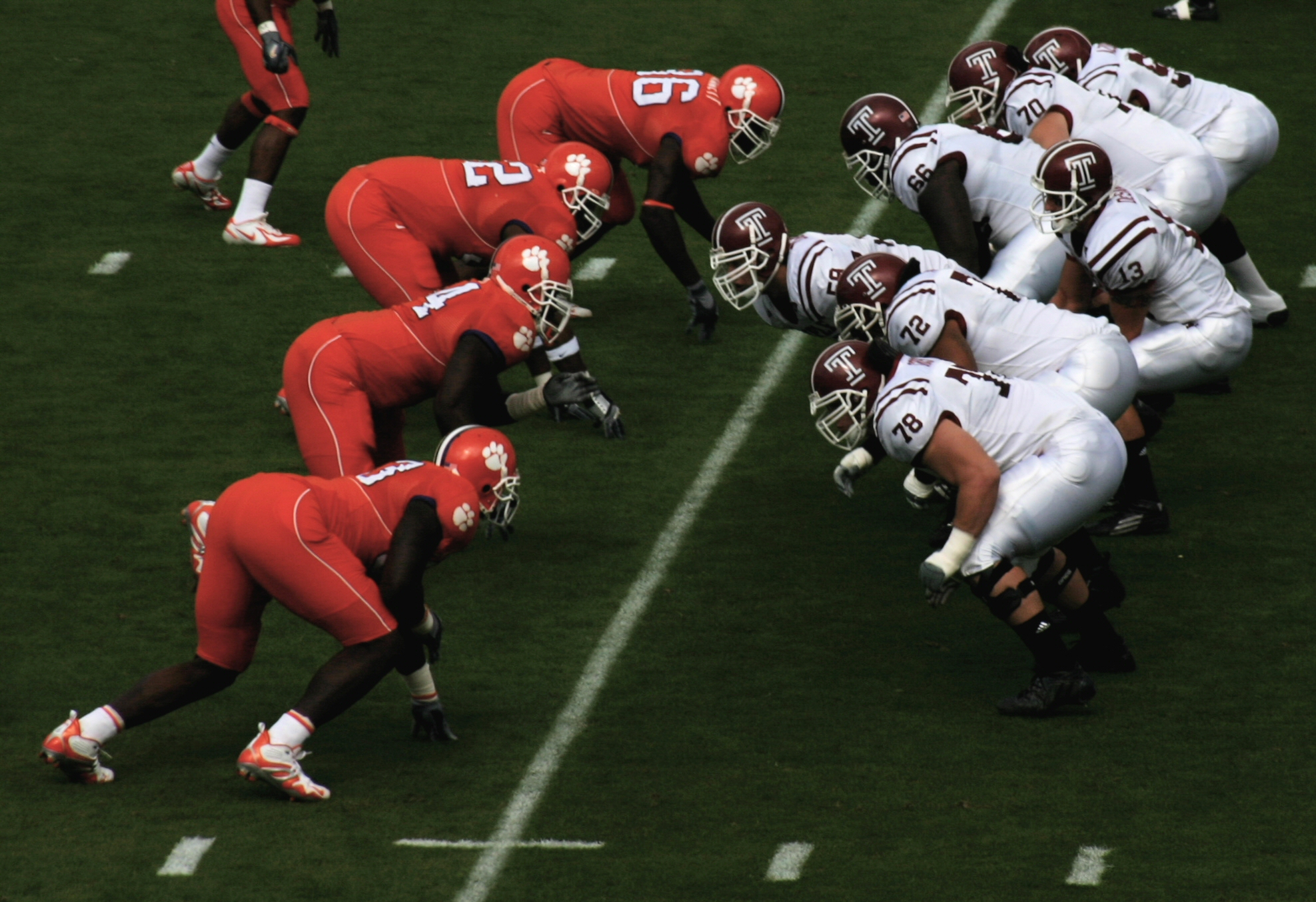
Clemson vs Temple.

## Caratteristiche
- La mascotte delle squadre è la tigre.
- Il simbolo è l'impronta di una zampa di una tigre.
- Gli atleti sono soprannominati The Tigers (le tigri).
- L'inno è Tiger Rag, brano degli Original Dixieland Jass Band.
- I colori sociali sono l'arancione e il viola.
- L'istituto ha 19 squadre sportive.
- Il direttore atletico è Terry Don Philips.

Nel 1896, Walter Riggs, che ammirava i Princeton Tigers, approdò all'università di Clemson e le assegnò la tigre come mascotte e simbolo.
Riggs è stato anche presidente dell'università dal 1910 al 1924.

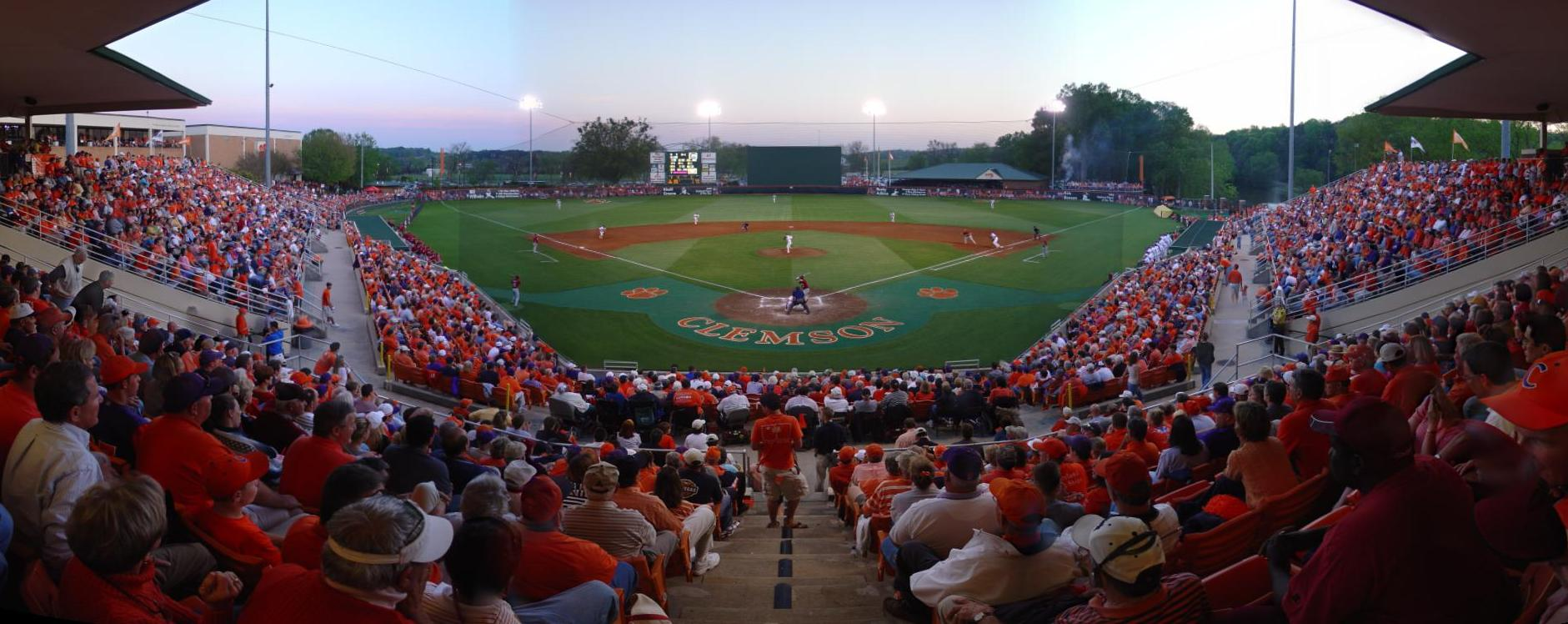
Il campo di baseball.

## Sport
I principali sport praticati sono: 
- Football americano
- Basket
- Baseball
- Calcio
- Golf
- Tennis
- Nuoto
- Rugby

Naturalmente non mancano l'atletica leggera e la pallavolo e c'è addirittura il wrestling.

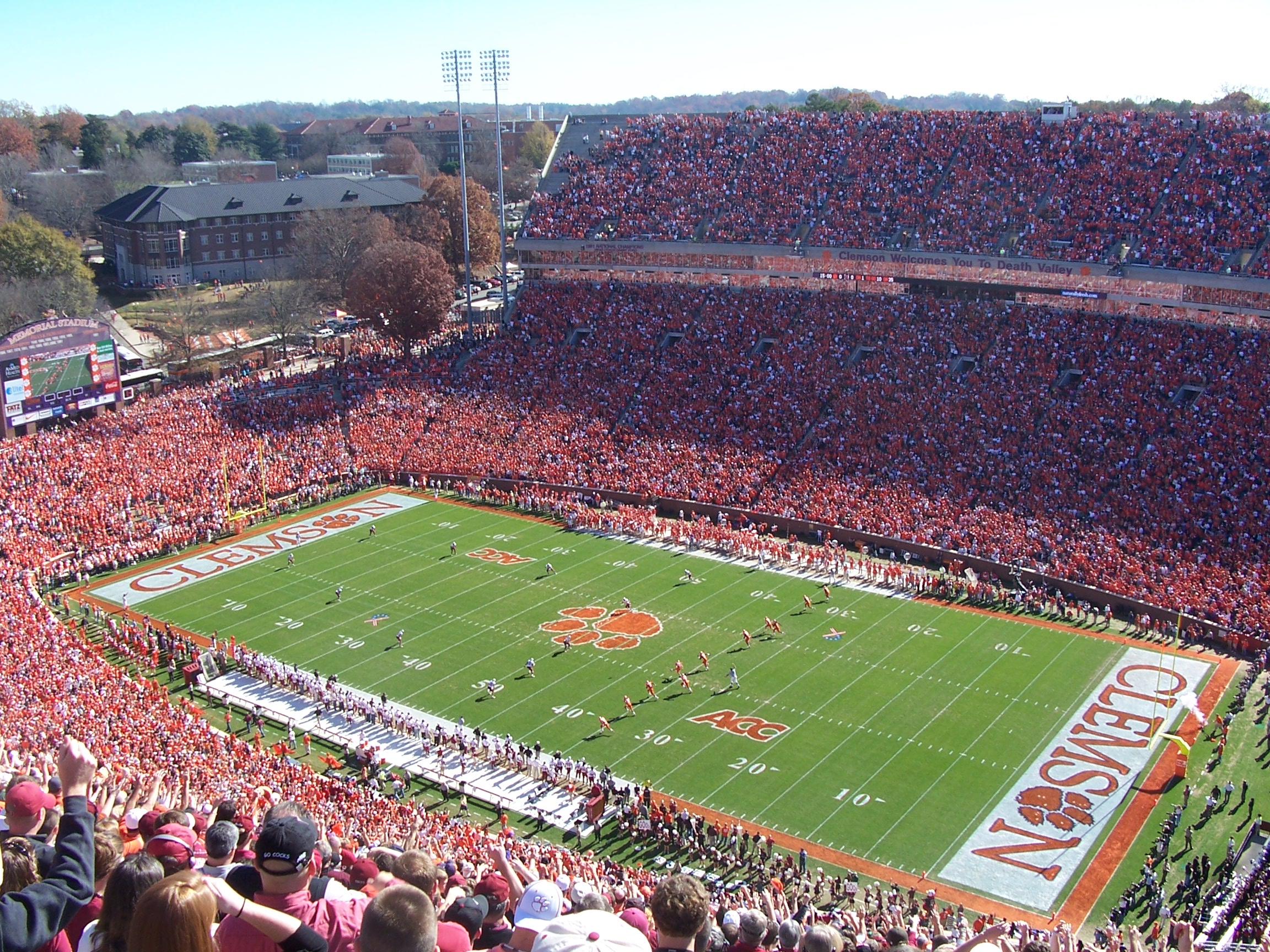
Il Memorial Stadium.

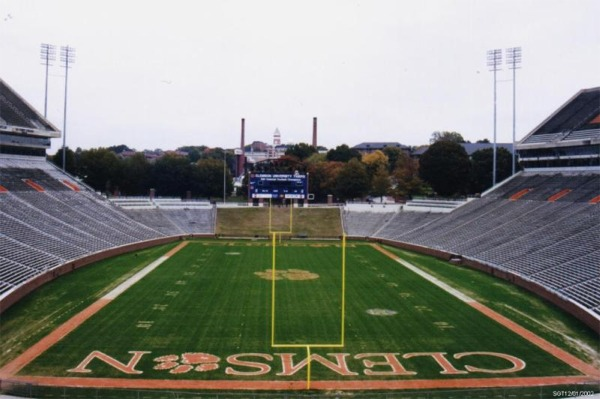
Il campo di football americano.

## Impianti sportivi
Gli impianti sportivi sono numerosi, i più importanti sono:
- Memorial Stadium (football americano, 81 500 posti)
- Littlejohn Coliseum (basket, 10 000 posti)
- Riggs Field (calcio, 6 500 posti)
- Doug Kingsmore Stadium (baseball, 5 617 posti)

Altri sono: Walker Golf Course (golf), Hoke Sloan Tennis Center (tennis), Jervey Gym (palestra), Rock Norman Track Complex (atletica) e McHugh Natatorium (nuoto).

## Medaglie olimpiche
Vari atleti che hanno praticato sport nell'università di Clemson hanno vinto medaglie olimpiche.
Baseball
- Mike Milchin (1988, Stati Uniti, Oro)
- Kris Benson (1996, Stati Uniti, Bronzo)
- Billy Koch (1996, Stati Uniti, Bronzo)
- Matthew LeCroy (1996, Stati Uniti, Bronzo)

Calcio femminile
- Kailen Sheridan (2020, Canada, Oro)

Nuoto
- Michele Richardson (1984, Stati Uniti, Argento)
- Mitzi Kremer (1988, Stati Uniti, Bronzo)

Tennis
- Gigi Fernández (1992 e 1996, Stati Uniti, Oro)

Atletica
- Desai Williams (1984, Canada, Bronzo)
- Tony Sharpe (1984, Canada, Bronzo)
- Mark McKoy (1992, Canada, Oro)
- Kim Graham (1996, Stati Uniti, Oro)
- Carlton Chambers (1996, Canada, Oro)
- Shawn Crawford (2004 e 2008, Stati Uniti, 1 oro e 2 argenti)
- Michelle Burgher (2004, Giamaica, Bronzo)

Wrestling
- Noel Loban (1984, Gran Bretagna, Bronzo)
- Sam Henson (2000, Stati Uniti, Argento)